# Zurab Tsereteli

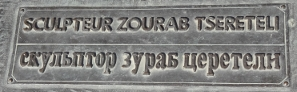
Placa con su nombre.

Zurab Constantínovich Tsereteli (en georgiano: ზურაბ კონსტანტინეს ძე წერეთელი; en ruso: Зураб Константинович Церетели) (Tiflis, Georgia, 4 de enero de 1934-Moscú, Rusia, 22 de abril de 2025) fue un pintor, escultor y arquitecto rusogeorgiano, presidente de la Academia de las Artes rusa.

## Biografía
Tsereteli nació en Tiflis y se graduó en la Academia estatal de Artes de Tiflis, aunque pronto se mudó a Moscú. Entre sus trabajos durante el período soviético, destaca el complejo para niños en Sochi, finalizado en 1986. Su esposa es la princesa Inessa Aleksándrovna Andronikashvili, proveniente de una familia noble georgiana que reclama la descendencia patrilineal del emperador bizantino Andrónico I Comneno.
A pesar de que gran parte de su carrera estuvo marcada por la controversia,[cita requerida] Tsereteli se relacionó con el alcalde de Moscú, Yuri Luzhkov, quien le proporcionó importantes encargos como, por ejemplo, la reconstrucción de la catedral del Cristo Salvador de Moscú, la plaza del Manège y el monumento conmemorativo de la Segunda Guerra Mundial en Poklónnaya Gorá. Luzhkov le permitió también ocupar una antigua mansión en el centro de Moscú, en la que ahora se aloja la galería Zurab Tsereteli y donde se expone la estatua a tamaño real del presidente Vladímir Putin. Se relacionó a Tsereteli con Eunice Kennedy Shriver por su trabajo por la creación de los Juegos Olímpicos Especiales. Tsereteli diseñó e instaló un monumento llamado Alegría y Felicidad para Todos los Niños del Mundo en el campus de la Universidad Estatal de Nueva York en Brockport que conmemoraba los Juegos Olímpicos Especiales de 1979 y el Año Internacional del Niño.
Murió el 22 de abril de 2025 a los 91 años.

## Carrera profesional
- Profesor y presidente de la Academia de las Artes rusa.
- Presidente de la Fundación para el Parque de los Milagros (desde 1988), de ahí provienen los rumores sobre su implicación en la construcción de Disneyland en Rusia.
- Fundador de la Fundación Internacional para el Apoyo a la UNESCO de Moscú, fue nombrado embajador de buena voluntad de la UNESCO el 30 de marzo de 1996.
- Desde 2005 fue miembro de la Cámara Pública de la Federación Rusa.
- Fue miembro eminente de la Fundación Sergio Vieira de Mello.

## Obras y proyectos

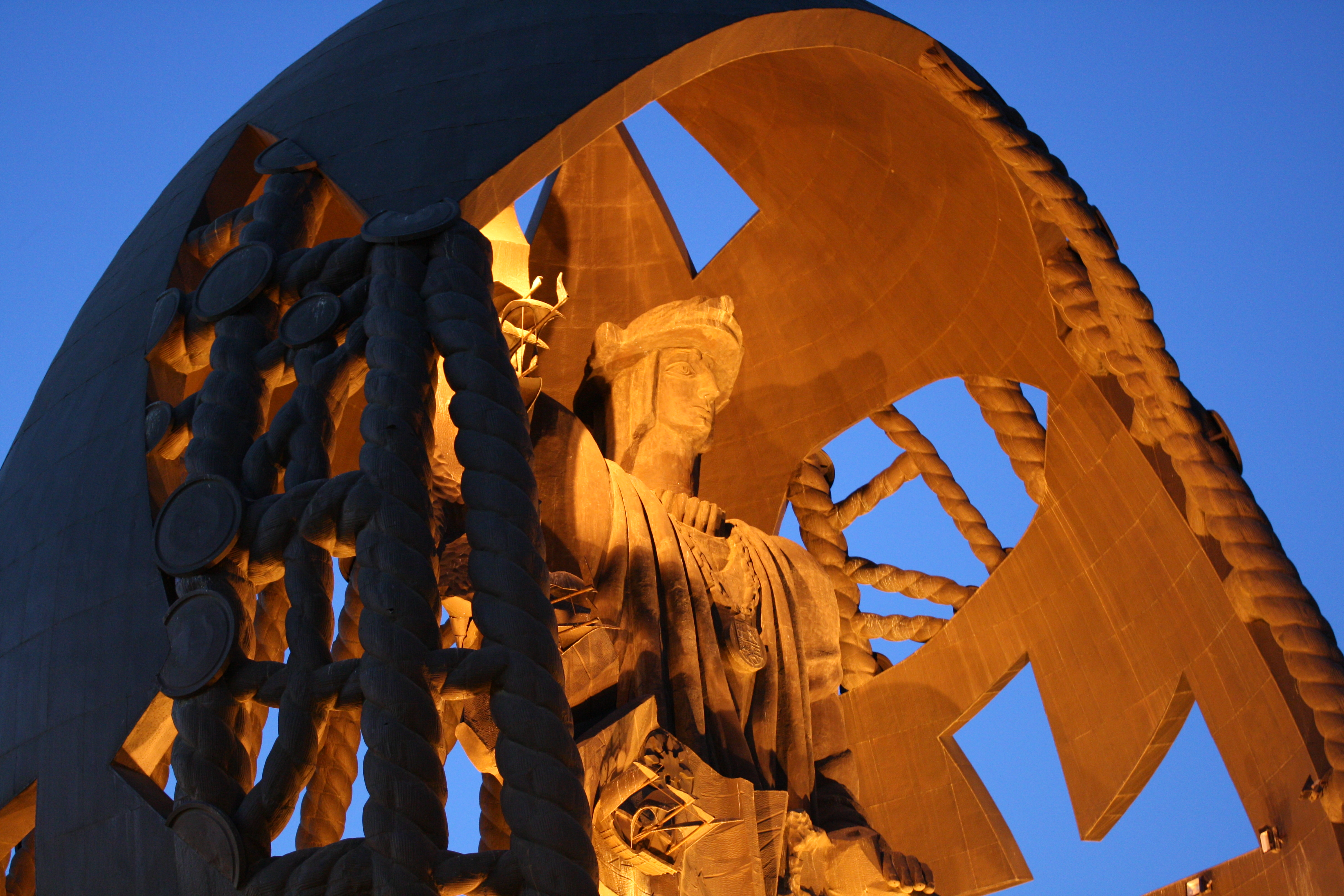
"El huevo de Colón" en el Parque de San Jerónimo, Sevilla.

- La estatua de Pedro I de Rusia en el centro de Moscú, con 94 metros de altura, era la 3.ª estatua más alta del mundo cuando fue inaugurada en 1997; en 2019, la 7.ª. Un rumor indica que la estatua iba a ser en un principio de Cristóbal Colón, pero después de ser rechazada por el gobierno de los Estados Unidos, su cabeza fue reemplazada, y fue vendida al gobierno ruso como una estatua naval de Pedro I de Rusia. En noviembre de 2008 se votó como la décima construcción más fea del mundo por Virtual Tourist.[3]

- Una desarmada estatua conocida como Nacimiento del Nuevo Mundo representa a Cristóbal Colón. La estatua fue rechazada también por el gobierno de los Estados Unidos cuando Tsereteli pretendió instalarla en el país en 1992 en conexión con el V centenario del descubrimiento de América. El gobierno municipal de Cataño, en Puerto Rico, consintió construir la estatua en la ciudad, pero fue incapaz de conseguir suficientes fondos y apoyo públicos. El 15 de agosto de 2008, el contratista encargado de construir una serie de instalaciones para los XXI Juegos Centroamericanos y del Caribe, anunció que la corporación había comprado la estructura y la construiría en la población de Mayagüez, con la esperanza de que estuviese terminada para el comienzo de los Juegos.[4] Una copia de El Huevo de Colón llegó a Sevilla (España). Fue regalada por Rusia en 1993 e instalada en el parque de San Jerónimo.

- La estatua de San Jorge en el monumento conmemorativo de la Segunda Guerra Mundial en Poklónnaya Gorá y hay varias versiones sobre el mismo tema en Moscú y otras ciudades. La más importante entre éstas es una escultura hecha a partir porciones de un misil norteamericano MGM-31 Pershing y otro misil nuclear SS-20 soviético. La escultura, titulada «El bien derrota al mal», está situada en el edificio de las Naciones Unidas en Nueva York. La escultura, de casi 12 metros de altura y 40 toneladas de bronce, es una estatua monumental de san Jorge luchando contra el dragón que en este caso hace referencia a la guerra nuclear. Fue donada a las Naciones Unidas por parte de la Unión Soviética en 1990.

- La clave de sol que corona la cúpula del Centro Internacional de Artes Escénicas de Moscú. Mide 9,5 metros de altura, pesa 2 toneladas y está recubierta de un mosaico dorado. La escultura gira como una veleta.[5]

- Su obra A la Lucha Contra el Terrorismo en el Mundo muestra una lágrima de 12 metros suspendida en una fisura realizada en una torre rectangular de bronce de 32 metros de altura. El monumento incluye los nombres de todas las víctimas de los atentados del 11 de septiembre de 2001 en Nueva York, Washington D. C. y en Pensilvania; así como las del atentado del World Trade Center de 1993. Vladímir Putin presentó y llamó al monumento «un regalo de la gente de Rusia».[6] Se erigió cerca de la antigua terminal militar oceánica en Bayonne, New Jersey, ahora llamada The Peninsula, una zona residencial, comercial y lúdica. Se inauguró el 11 de septiembre de 2006 con la presencia del expresidente de los Estados Unidos, Bill Clinton.

## Honores y premios

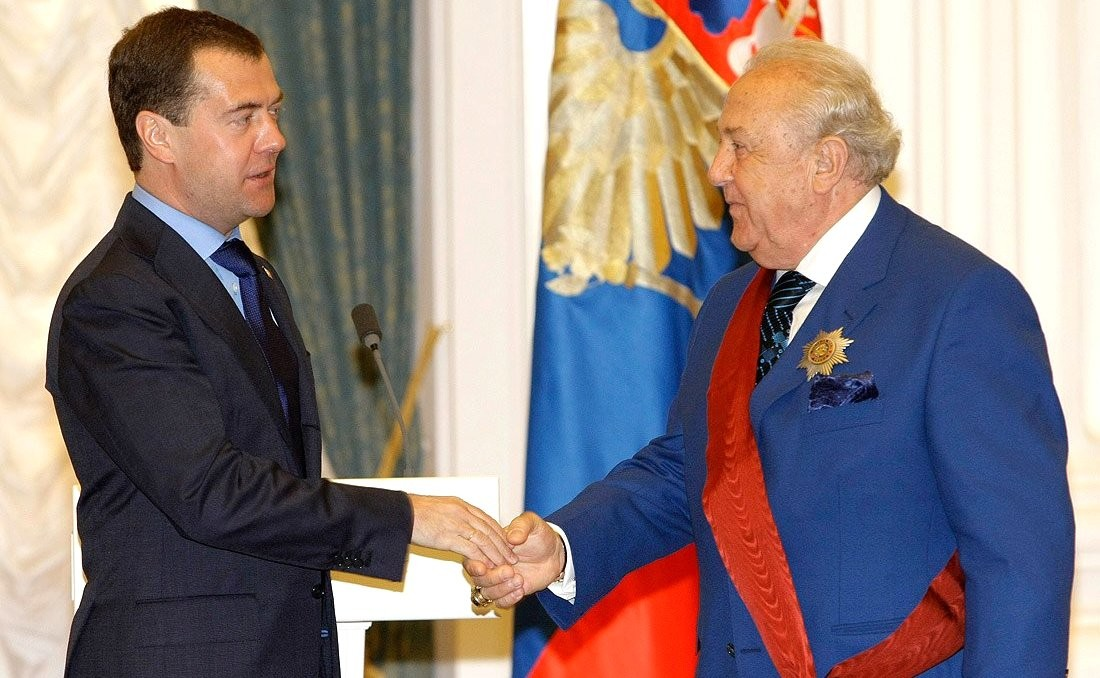
With Dmitry Medvedev 2010